# Rachel Goswell
Rachel Ann Goswell (nacida el 16 de mayo de 1971) es una cantante y compositora inglesa que saltó a la fama como vocalista y guitarrista de la banda de shoegaze Slowdive, formada en 1989. Goswell, junto con Neil Halstead, Ian McCutcheon y el anterior miembro de la banda Chapterhouse Simon Rowe se convirtieron en Mojave 3 cuándo Slowdive cambió a un estilo de rock country/folk. Goswell grabó un álbum solista en 2004, titulado "Waves Are Universal" en el sello discográfico 4AD Records.

## Vida temprana
Goswell nació en Fareham, Hampshire, Inglaterra. Su familia se mudó a Gales después de su nacimiento, y más tarde a Reading, Berkshire cuándo ella tenía siete años, donde Goswell pasó el resto de su juventud. Es la segunda de dos niños, con un hermano mayor.
Su padre le enseñó canciones folk en la guitarra a la edad de siete años, y empezó a estudiar teoría musical y guitarra clásicas a los diez años. Goswell Tomó lecciones de guitarra clásica junto con su amigo de la infancia Neil Halstead, con quien formó Slowdive en 1989. Con respecto a sus influencias musicales,ella dijo: "Para mí personalmente, desde un punto de vista de canto, estaba inspirada en Siouxsie Sioux","Ella fue la que me inspiró a querer ser una cantante." Joni Mitchell, Iggy Pop y Nick Cave eran otros de sus cantantes favoritos. Goswell también fue inspirada por Cocteau Twins; ella descubrió su música a los 16 años y "me encontré a mi misma inmersa en magia y maravilla de su sonido en general"." Las canciones que la influyeron en su la mayoría eran: " There Is A Light That Never Goes Out" de The Smiths, "92 Degrees" de Siouxsie And The Banshees' el álbum Tinderbox, "Persephone" de Cocteau Twins' el álbum Treasure y "River" del álbum "Blue" de Joni Mitchell.